# Solanum setosissimum
Solanum setosissimum är en potatisväxtart som beskrevs av L.A.Mentz och Michael Nee. Solanum setosissimum ingår i släktet skattor som ingår i familjen potatisväxter. Inga underarter finns listade i Catalogue of Life.